# Infernal Overkill
Infernal Overkill – debiutancki album niemieckiej thrashmetalowej grupy Destruction. 
Płyta ukazała się w sprzedaży 24 maja 1985 nakładem wytwórni SPV.

## Lista utworów
1. Invincible Force – 4:20
2. Death Trap – 5:49
3. The Ritual – 5:11
4. Tormentor – 5:06
5. Bestial Invasion – 4:36
6. Thrash Attack (utwór instrumentalny) – 2:56
7. Antichrist – 3:44
8. Black Death – 7:39

## Twórcy
- Marcel „Schmier” Schirmer – śpiew, gitara basowa
- Mike Sifringer – gitara
- Tommy Sandmann – perkusja
- Horst Müller – inżynieria dźwięku
- Udo Linke – projekt okładki
- Joachim Peters – zdjęcia